# Erzsébet
Erzsébet es un pueblo ubicado en el distrito de Pécsvárad, en el condado de Baranya, Hungría.

## Superficie
Posee una superficie de 9,750 kilómetros cuadrados.

## Demografía
Hasta 2019 la población era de 253 habitantes, con una densidad de población de 25,95 habitantes por kilómetro cuadrado.